# 21925 Сьюпастернак
21925 Сьюпастернак (21925 Supasternak) — астероїд головного поясу, відкритий 4 листопада 1999 року.
Тіссеранів параметр щодо Юпітера — 3,558.